# Leonhard Sohncke

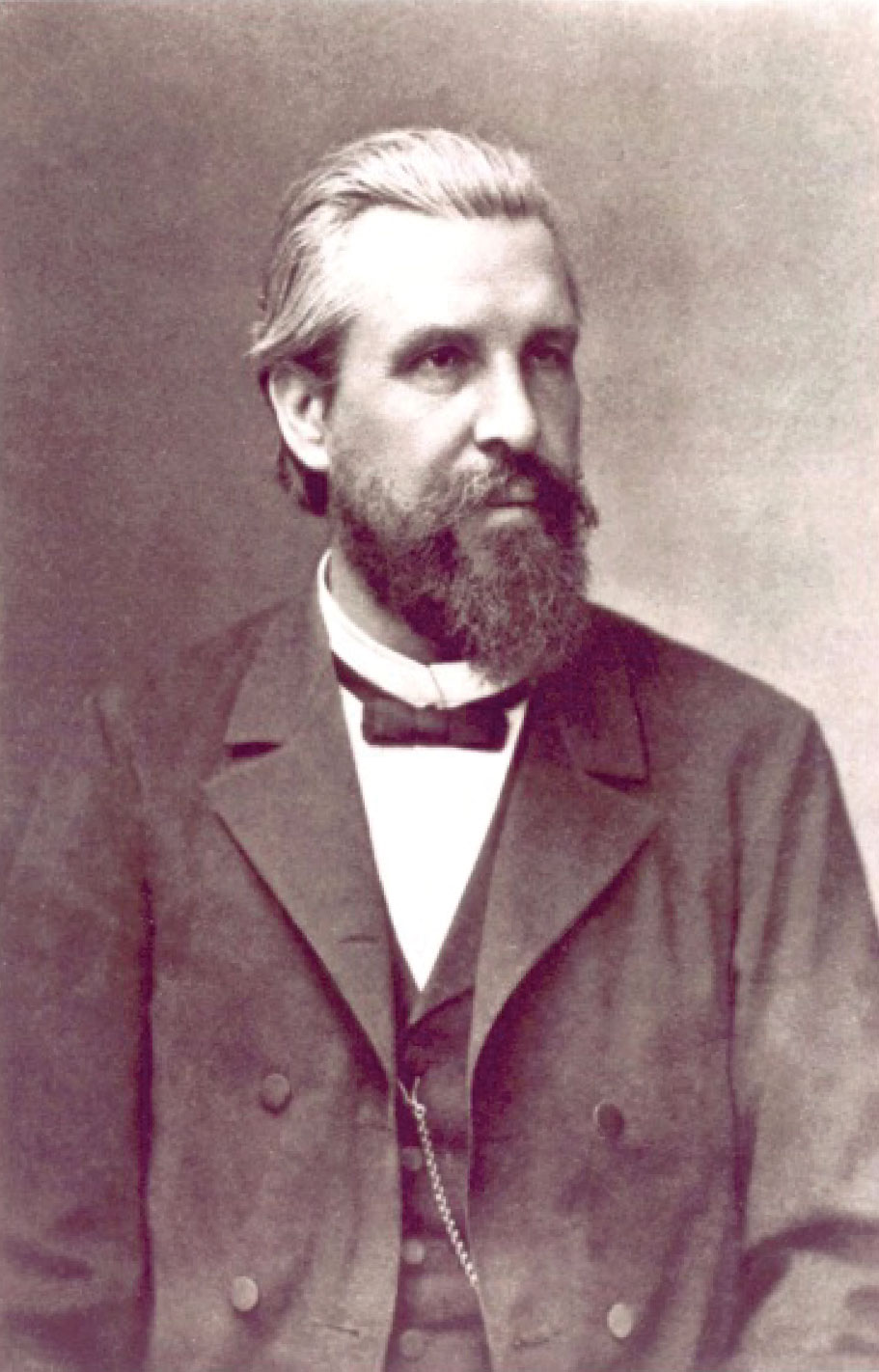
Leonhard Sohncke (zwischen 1886 und 1897)

Leonhard Sohncke (* 22. Februar 1842 in Halle; † 1. November 1897 in München) war ein Mathematiker, Naturwissenschaftler und Professor für Physik in Karlsruhe, Jena und München.

## Leben
Leonhard Sohncke war der zweite Sohn des Mathematikers Ludwig Adolf Sohncke (1807–1853). Leonhard Sohncke studierte ab 1859 Mathematik und Naturwissenschaften an der Universität Halle. 1865 wurde er Lehrer an einem Gymnasium in Königsberg, wo er an der Universität Königsberg sein Studium fortsetzte. Seine Promotion zum Dr. phil. in Halle schloss er 1866 mit einer mathematischen Arbeit, die auf die Anregung von Heinrich Eduard Heine zurückgeht, „De aequatione differentiali seriei hypergeometricae“ ab.
1866 heiratete er seine Cousine Elise Bernhardi. Sie hatten zwei Töchter, Dora und Elsbeth (heiratete 1888 den Pfarrer Ernst Böhme).
1869 legte er in Königsberg  bei Franz Ernst Neumann seine Habilitation mit einer Arbeit über die Kohäsion des Steinsalzes ab.
1871 wurde Leonhard Sohncke auf Empfehlung von Gustav Robert Kirchhoff Professor für Experimentalphysik am Polytechnikum zu Karlsruhe, heute Karlsruher Institut für Technologie, und übernahm auch die Leitung des dortigen Meteorologischen Observatoriums. 1871 wurde er Mitbegründer des Oberrheinischen Geologischen Vereins.
1883 wurde er an der Universität Jena ordentlicher Professor für Physik und der erste Leiter des dortigen Physikalischen Institutes.

Physikalisches Institut der Uni Jena um 1900 (Quelle: Bauarchiv der FSU Jena)

1886 wechselte er nach München auf den Lehrstuhl Experimentalphysik (Nachfolge von Wilhelm von Beetz) und leitete bis zu seinem Tod 1897 das Physik-Department an der Technischen Hochschule München.

## Wirken
Ein Schwerpunkt der Forschungsarbeit Sohnckes war die Festkörperphysik, wo er Theorien der Kristallstruktur entwickelte. Er erweiterte die von Auguste Bravais eingeführten 14 Punktgitter (Bravais-Gitter) auf 65 Raumgruppen (Sohncke-Raumgruppen), die nur Drehachsen und Schraubenachsen beinhalten. Auf dem Gebiet der Doppelbrechung und Polarisation arbeitete er mit Ernst Abbe und Siegfried Czapski zusammen. Gemeinsam mit Albert Wangerin publizierte er Arbeiten zur optischen Interferenz und über Newtonsche Ringe.

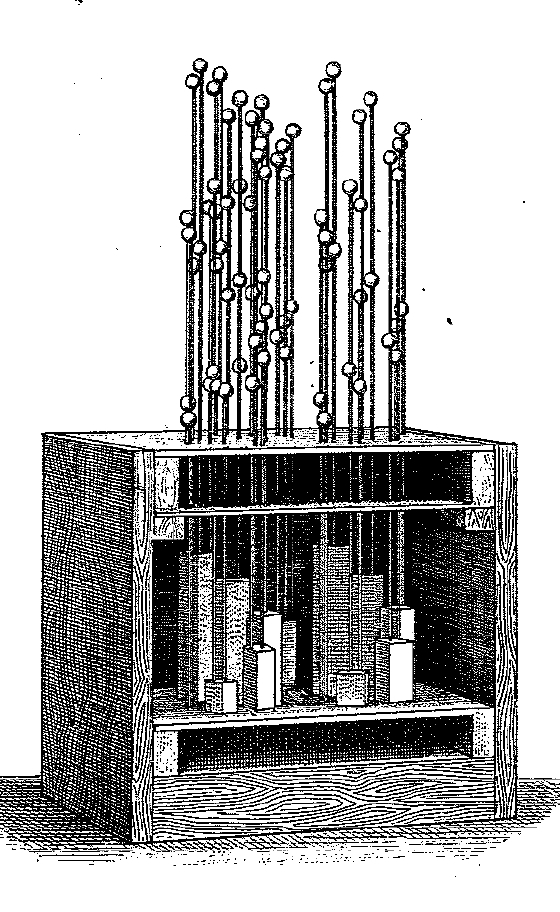
Demonstrationsmodell von Sohncke zur Veranschaulichung der „chiralen“ Raumgruppen

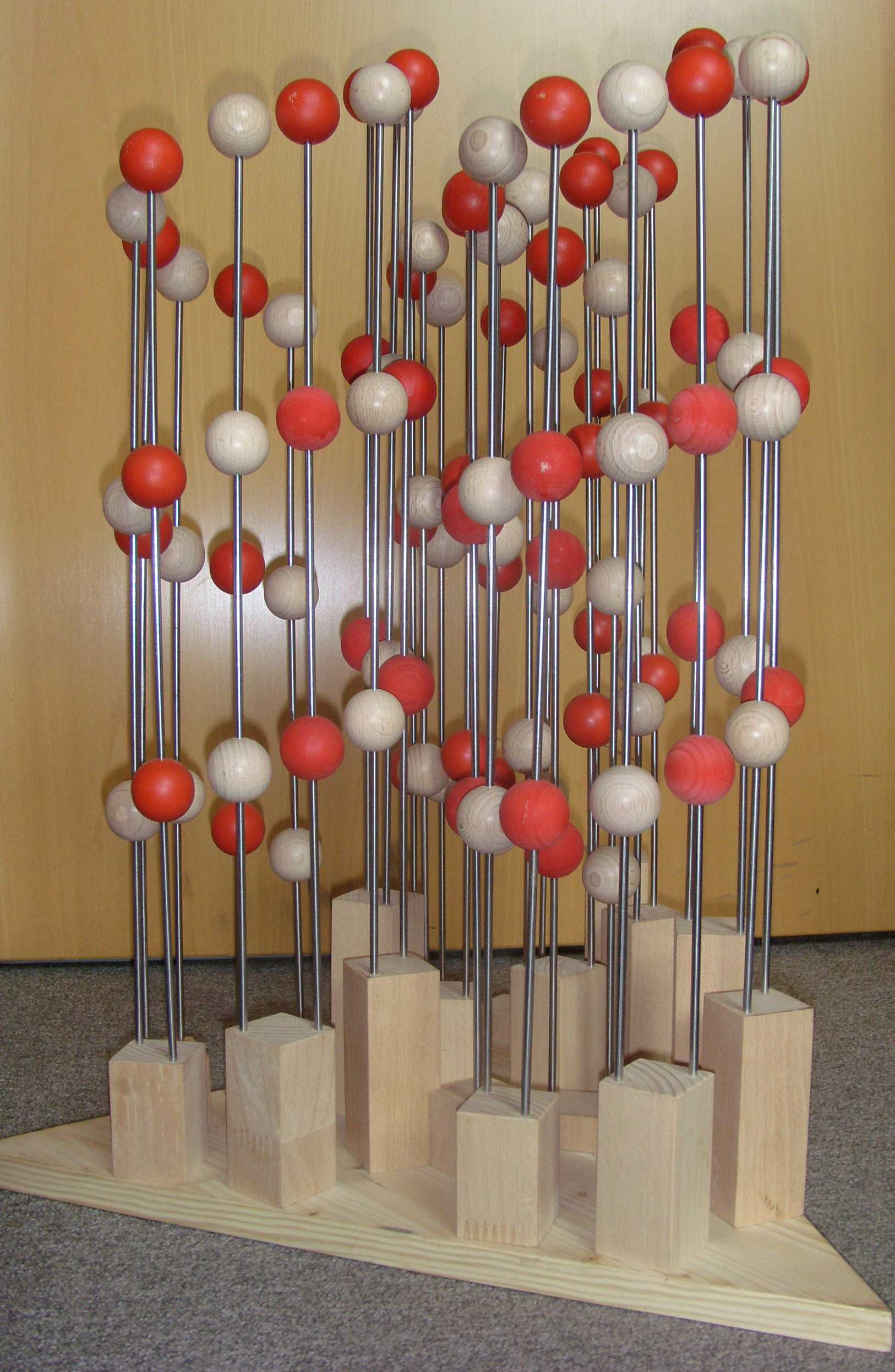
Nachbau des Demonstrationsmodell von Sohncke

Ein weiterer Schwerpunkt war die Meteorologie, wo er sich mit der Gewitterelektrizität und Wettervorhersagen beschäftigte. Er bestätigte die Entdeckung von Michael Faraday, dass durch Reibung von Wasser an Eis Elektrizität entsteht und wies nach, dass dieser Effekt eine wesentliche Quelle der elektrischen Erscheinungen in der Atmosphäre bildet (Faraday-Sohncke-Effekt). Er war einer der Pioniere der wissenschaftlichen Ballonfahrten, Mitbegründer und Vorsitzender des Münchner Vereins für Luftschifffahrt. Gemeinsam mit Sebastian Finsterwalder veröffentlichte er wesentliche meteorologische Resultate dieser Ballonfahrten.
Für die Lehre entwickelte Sohncke eine Reihe von Experimenten und anschaulichen Modellen. In engem Kontakt zu Adolf Ferdinand Weinhold, dem an der TU Chemnitz tätigen „Nestor der Elektrotechnik“, führte er elektrotechnische Vorlesungsversuche ein.

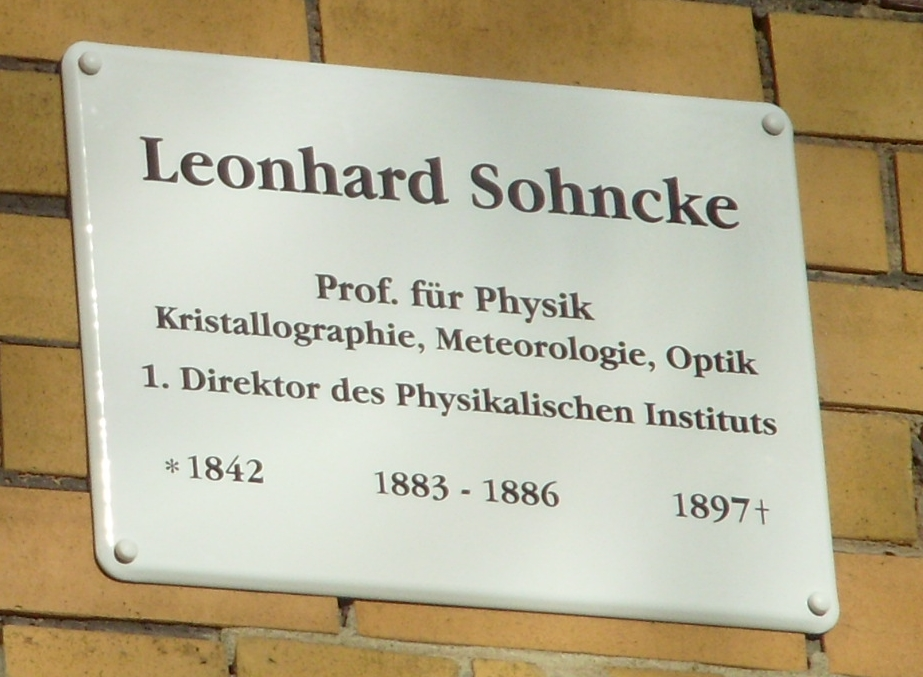
Tafel am ehemaligen Physikalischen Institut der Universität Jena

## Ehrungen
Er wurde 1887 außerordentliches und 1889 ordentliches Mitglied der Bayerischen Akademie der Wissenschaften. 1892 wurde er Ehrendoktor der Universität Padua.
Ihm zu Ehren gibt es in München die Sohncke-Straße und in Karlsruhe den Leonhard-Sohncke-Weg. Am ehemaligen ersten Physikalischen Institut in Jena, Neugasse 24, dessen Bau von Ernst Abbe geplant und durch Sohncke umgesetzt wurde, erinnert eine Gedenktafel an ihn.

## Werke (Auswahl)
- De aequatione differentiali seriei hypergeometrica. Halle 1866.
- Über die Cohäsion des Steinsalzes in krystallographisch verschiedenen Richtungen. Promotion. Königsberg 1869, siehe auch Annalen der Physik und Chemie. CXXXVII, No. 6, 1869, S. 12 ff.
- Zur Theorie des optischen Drehvermögens von Krystallen. In: Mathem. Annalen von C. Neumann. Bd. IX, 1870, S. 504–529.
- Die unbegrenzten regelmässigen Punktsysteme als Grundlage einer Theorie der Krystallstruktur. 83 Seiten. 2 Tafeln, Karlsruhe 1876. Separatabdruck aus dem 7. Heft der Verhandlungen des naturwissenschaftl. Vereins zu Karlsruhe.
- Universalmodell der Raumgitter. Repertorium für Experimentalphysik. Bd. XII. 1876.
- Entwickelung einer Theorie der Krystallstruktur. B.G. Teubner, Leipzig 1879.
- Ein Apparat zur Untersuchung der Newtonschen Ringe. In: Ann. Phys. 13, 1881.
- L. Sohncke, A. Wangerin: Neue Untersuchungen über die Newtonschen Ringe. In: Ann. Phys. 12, 1881.
- L. Sohncke, A. Wangerin: Ueber Interferenzerscheinungen an dünnen insbesondere keilförmigen Blättchen. In: Ann. Phys. Band 256, Nr. 19, 1883, S. 177–227 und Band 256, Nr. 11, 1883, S. 391–425.
- Gemeinverständliche Vorträge aus de Gebieten der Physik. Gustav Fischer Verlag, Jena 1892.
- Erweiterte Theorie von der Krystallstruktur. In: Zeitschrift für Kristallographie. Band 14, 1888, S. 426–446.
- Gewitterelectrizität und gewöhnliche Luftelectrizität. In: Meteorol. Zeitschrift. Band 5, 1888.
- Gewitterstudien auf Grund von Ballonfahrten. In: Akademische Abhandlungen. 18, 1895, München
- S. Finsterwalder, L. Sohncke: Wissenschaftliche Fahrten des Münchener Vereins für Luftschiffahrt. In: Meteorolo. Zeitsch. Band 11, 1894, S. 375–376.
- Ueber die Bedeutung wissenschaftlicher Ballonfahrten. Festreden vom 15. November 1894 München. Verlag der k. b. Akademie, München 1894.